# La abeja Maya (película)
La abeja Maya (también conocida como La abeja Maya: la película, en inglés: Maya the Bee Movie) película alemana-australiana animada por computadora de comedia y aventuras dirigida por Alexs Stadermann, basado vagamente en el anime de 1975 La abeja Maya , así como, indirectamente, en el libro infantil The Adventures of Maya the Bee por Waldemar Bonsels. Cuenta con las voces de Kodi Smit-McPhee, Noah Taylor, Richard Roxburgh, Jacki Weaver, The Umbilical Brothers, y Miriam Margolyes. Fue estrenada en salas de cine en Australia el 1 de noviembre de 2014.

## Argumento
Recién nacida, la abeja Maya es un torbellino y no sigue las reglas de la colmena. Una de estas reglas es no confiar en las avispas que viven más allá de la pradera. Cuando desaparece la preciada jalea real, las avispas son las principales sospechosas, pero las abejas creen que Maya ha sido su cómplice. Nadie la apoyará excepto su amigo Willy, que emprenderá con ella un viaje lleno de aventuras para encontrar al verdadero culpable. Al mismo tiempo, intentarán evitar una guerra entre las abejas y las avispas.

## Reparto
- Coco Jack Gillies como Maya, una joven abeja atrevida.[4]
- Kodi Smit-McPhee como Willy, el mejor amigo de Maya.[5]
- Joel Franco como Sting, un avispón, el mejor amigo y compañero de Maya y Willy.
- Justine Clarke como Cassandra, la madre de Maya.[5]
- Richard Roxburgh como Flip, un sabio saltamonte.
- Jacki Weaver como Buzzlina Von Beena, la consejera real de la colmena, la archienemiga de Maya.[5]
- Andy McPhee como Hank, el jefe de los avispones, superado por su mayor, el Rey Avispón,el padre de Sting, amigo y antiguos archirrivales de las abejas.
- Shane Dundas como Barney, una hormiga soldado, el compañero de Arnie y la mano derecha de Paul.[5]
- Jimmy James Eaton como Paul, un coronel de las hormigas, el líder de las hormigas.[5]
- Heather Mitchell como The Nurse, jefa de las abejas obreras.[5]
- Noah Taylor como Crawley, el leal asistente de la Reina y el antiguo secuaz de Buzzlina.[5]
- Cameron Ralph como Momo, una polilla.[5]
- Glenn Fraser como Kurt, un escarabajo pelotero.[5]
- Heather Mitchell como Thekla, una araña bezuda.[5]
- Stavroula Mountzouris como Violet, una mariquita, el interés amoroso de Willy.[5]
- Sam Haft como Drago, una libélula.[5]

## Producción
Animation World Network anunció en mayo de 2013 que Universum Film distribuiría todos los derechos alemanes de la película. La película está dirigida por Alexs Stadermann, y producida por Patrick Elmendorff y Thorsten Wegener de Studio 100 Film en Múnich; Jim Ballantine y Barbara Stephen de Buzz Studios en Sídney. La película fue producida en asociación con el Flying Bark Productions y el canal ZDF. Esta película la película debut de Coco Jack Gillies, que tenía 9 años de edad en el momento de la producción.

## Recepción
Maya the Bee ha recibido reseñas mixtas de parte de la crítica y de la audiencia. En el sitio web especializado Rotten Tomatoes, la película posee una aprobación de 47%, basada en 17 reseñas, con una calificación de 5.6/10, mientras que de parte de la audiencia tiene una aprobación de 46%, basada en 332 votos, con una calificación de 3.2/5.
El sitio web Metacritic le ha dado a la película una puntuación de 49 de 100, basada en 7 reseñas, indicando "reseñas mixtas". En el sitio IMDb los usuarios le han dado una calificación de 5.9/10, sobre la base de 2081 votos. En la página FilmAffinity la cinta tiene una calificación de 4.8/10, basada en 373 votos.